# Championnat de Nouvelle-Calédonie de football 2000
Navigation
Édition précédente Édition suivante
La saison 2000 du Championnat de Nouvelle-Calédonie de football est la quatrième édition du championnat de première division en Nouvelle-Calédonie. Huit équipes se qualifient pour la phase finale par le biais des trois championnats provinciaux (Province Sud, Province Nord et la Province des îles Loyauté). La phase finale se joue sous forme de matchs aller-retour à élimination directe, excepté la finale, disputée sur une rencontre.
C'est la JS Baco qui remporte la compétition cette saison après avoir battu la JS Traput lors de la finale. C'est le quatrième titre de champion de Nouvelle-Calédonie de l'histoire du club. 

## Les clubs participants
- Province Nord :
  - AS Poum
  - JS Baco
  - CS Nékoué
- Province Sud :
  - AS Magenta
  - Gaïtcha FCN
  - AS Auteuil
- Province des îles Loyauté :
  - JS Traput
  - Wé Luécilla

## Compétition

### Quarts de finale
| Équipe 1    | Résultat | Équipe 2    | Aller | Retour |
| ----------- | -------- | ----------- | ----- | ------ |
| AS Auteuil  | 2 - 7    | Wé Luécilla | 0 - 5 | 2 - 2  |
| JS Traput   | 3 - 2    | AS Poum     | 0 - 1 | 3 - 1  |
| Gaïtcha FCN | 4 - 1    | CS Nékoué   | 3 - 1 | 1 - 0  |
| AS Magenta  | 1 - 6    | JS Baco     | 1 - 4 | 0 - 2  |

### Demi-finales
| Équipe 1    | Résultat | Équipe 2    | Aller | Retour |
| ----------- | -------- | ----------- | ----- | ------ |
| JS Traput   | 4 - 3    | Gaïtcha FCN | 1 - 0 | 3 - 3  |
| Wé Luécilla | 0 - 1    | JS Baco     | 0 - 0 | 0 - 1  |

### Finale
| 19 novembre 2000 | JS Baco | 1 - 0 | JS Traput | Stade Numa-Daly, Nouméa |
|                  |         |       |           | Spectateurs : 1 500     |

## Bilan de la saison
| Championnat de Nouvelle-Calédonie de football 2000 |                    |
| Champion                                           | JS Baco (4e titre) |
| Coupes et trophées                                 |                    |
| Vainqueur de la Coupe de Nouvelle-Calédonie 2000   | AS Magenta         |
| Qualifications continentales                       |                    |
| Coupe des champions d'Océanie 2001                 | Aucun              |
| Promotions et relégations                          |                    |
| Promus en Super Ligue                              | Aucun              |
| Relégués en Promotion d'Honneur                    | Aucun              |